# ایتاکورا شیگه‌ماسا

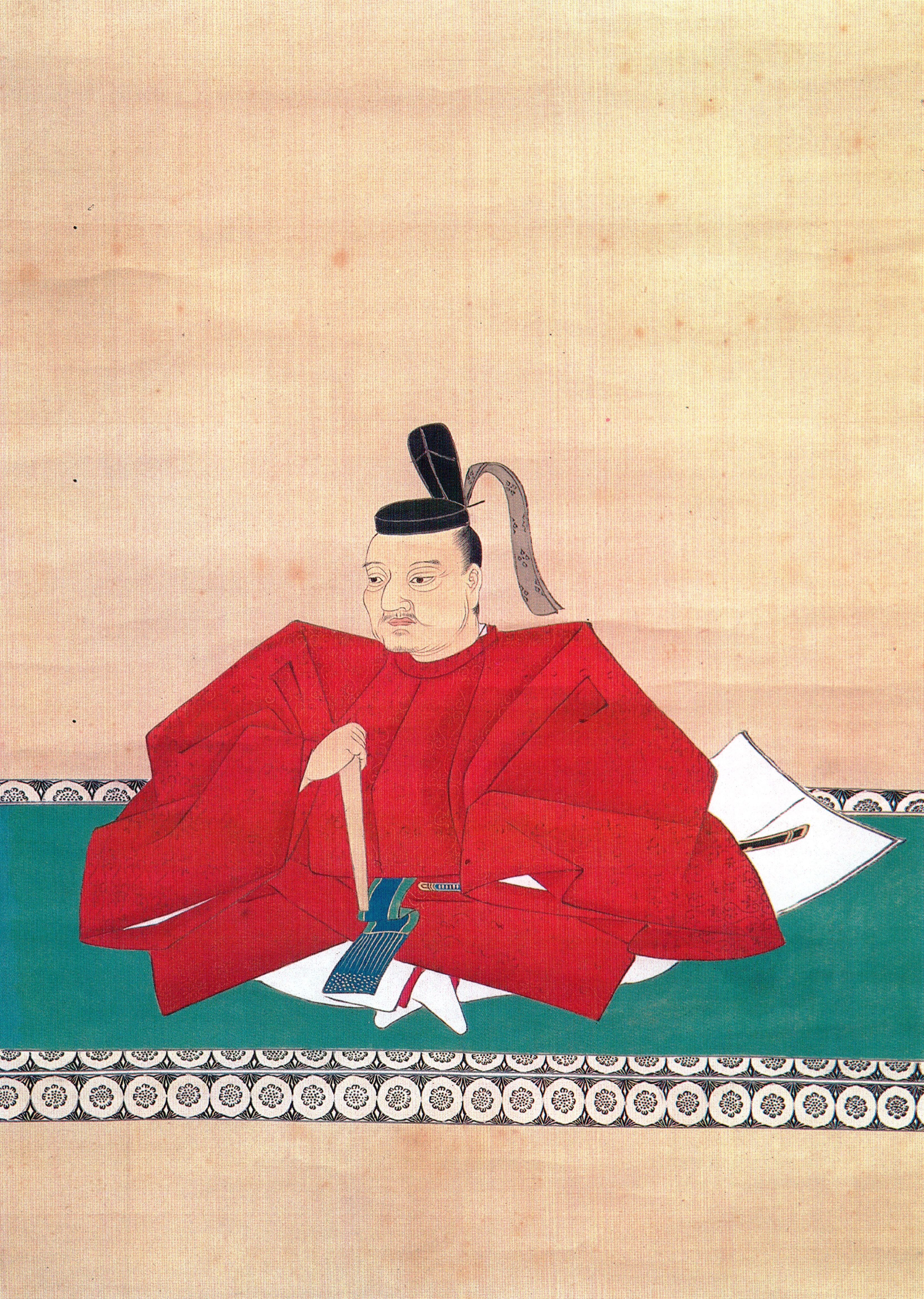
ایتاکورا شیگه‌ماسا

ایتاکورا شیگه‌ماسا (به ژاپنی: 板倉 重昌 Itakura Shigemasa) (۱۵۸۸ – ۱۴ فوریه، ۱۶۳۸) یک دایمیوی ژاپنی در قلمروی فوکوزو در ولایت میکاوا در اوایل دوره ادو بود. وی همچنین مشاور توکوگاوا ایه‌یاسو بود. او پسر ایتاکورا کاتسوشیگه بود و برادرش کوچکترش ایتاکورا شیگه‌مونه نام داشت و جانشین پدر شد. در سال (۱۶۳۷)، او به عنوان فرمانده نیروهای اعزامی جهت از بین بردن شورش شیمابارا منصوب شد. شیگه‌ماسا در مقابله با شورشیان قلعه هارا، ستاد شورشیان، با وجود استفاده از نینجا، روش تونل زنی، و منجنیق شکست خورد. در نتیجه، شوگون توکوگاوا ایه‌میتسو، ماتسودایرا نوبوتسونا را به عنوان جایگزین او ارسال کرد. شیگه‌ماسا در تلاش برای به دست آوردن مجدد اعتبار خود، رهبری یک حمله ناگهانی به قلعه را در دست گرفت، اما در این روند، توسط یک تیر پیکان کشته شد.